# Cyclaspis alba
Cyclaspis alba är en kräftdjursart som beskrevs av Daniel Roccatagliata 1986. Cyclaspis alba ingår i släktet Cyclaspis och familjen Bodotriidae. Inga underarter finns listade i Catalogue of Life.